# Фазии
Фазии (лат. Phasiinae) — подсемейство двукрылых семейства тахин.

## Описание
Размеры тела от 2 мм (Catharosia) до 18 (Lophosia). Окраска сильно варьирует. Некоторые виды черные и серые с крупными щетинками на брюшке, у других тело яркой окраски с редуцированными щетинами и подражают осам и пчёлам. Глаза, ариста усиков и переднегрудь голые. Личинки имеют только одну пару дыхалец на конце брюшка.

## Образ жизни
Большинство видов подсемейства являются специализированными паразитами имаго и личинок клопов. Личинки фазий трибы Strongygastrini развиваются в муравьях. Самки использует для поиска потенциальных жертв специализированные рецепторы на усиках, которые очень чувствительны к феромонам хозяина. Иногда по чувствительности к феромонам, они могут превосходить даже самих хозяев. У некоторых представителей подсемейства Phasiinae восьмой стернит брюшка преобразован в специализированный орган, позволяющий прокалывать покровы и откладывать яйца внутри тела жертвы. Другие группы тахин откладывают яйца на поверхность тела жертвы.

## Хозяйственное значение
Некоторые виды используют для борьбы с клопами, вредящим культурным растениям.

## Классификация
В мировой фауне более 600 видов из около 100 родов. В подсемействе выделяют 9 триб:
- Триба Catharosiini
  - Catharosia Rondani, 1868
  - Stackelbergomyia Rohdendorf, 1948

- Триба Cylindromyiini
  - Australotachina Curran, 1938
  - Bellina Robineau-Desvoidy, 1863
  - Besseria Robineau-Desvoidy, 1830
  - Catapariprosopa Townsend, 1927
  - Clinogaster van der Wulp, 1892
  - Conopomima Mesnil, 1978
  - Cylindromyia Meigen, 1803
  - Eleuthromyia Reinhard, 1964
  - Hemyda Robineau-Desvoidy, 1830
  - Huttonobesseria Curran, 1927
  - Lophosia Meigen, 1824
  - Mesniletta Herting, 1979
  - Neobrachelia Townsend, 1931
  - Neolophosia Townsend, 1939
  - Phania Meigen, 1824
  - Phasiocyptera Townsend, 1927
  - Polistiopsis Townsend, 1915
  - Polybiocyptera Guimarães, 1979
  - Prolophosia Townsend, 1933
  - Pygidimyia Crosskey, 1967
  - Sepseocara Richter, 1986
- Триба Gymnosomatini
  - Acaulona van der Wulp, 1888
  - Atrichiopoda Townsend, 1931
  - Bibiomima Brauer & Bergenstamm, 1889
  - Bogosia Rondani, 1873
  - Bogosiella Villeneuve, 1923
  - Cesaperua Koçak & Kemal, 2010
  - Cistogaster Latreille, 1829
  - Clytiomya Rondani, 1861
  - Cylindrophasia Townsend, 1916
  - Dallasimyia Blanchard, 1944
  - Ectophasia Townsend, 1912
  - Ectophasiopsis Townsend, 1915
  - Eliozeta Rondani, 1856
  - Euacaulona Townsend, 1908
  - Euclytia Townsend, 1908
  - Eutrichopoda Townsend, 1908
  - Gymnoclytia Brauer & Bergenstamm, 1893
  - Gymnosoma Meigen, 1803
  - Homogenia van der Wulp, 1892
  - Itaxanthomelana Townsend, 1927
  - Mahauiella Toma, 2003
  - Melanorophasia Townsend, 1934
  - Pennapoda Townsend, 1897
  - Pentatomophaga de Meijere, 1917
  - Syringosoma Townsend, 1917
  - Tapajosia Townsend, 1934
  - Tarassus Aldrich, 1933
  - Technamyia Reinhard, 1975
  - Trichopoda Berthold, 1827
  - Urucurymyia Townsend, 1934
  - Xanthomelanodes Townsend, 1893
  - Xanthomelanopsis Townsend, 1917

- Триба Hermyini
  - Formicophania Townsend, 1916
  - Hermya Robineau-Desvoidy, 1830
  - Paraclara Bezzi, 1908
  - Penthosia van der Wulp, 1892
  - Penthosiosoma Townsend, 1926

- Триба Leucostomatini
  - Apomorphomyia Crosskey, 1984
  - Brullaea Robineau-Desvoidy, 1863
  - Cahenia Verbeke, 1960
  - Calyptromyia Villeneuve, 1915
  - Cinochira Zetterstedt, 1844
  - Clairvillia Robineau-Desvoidy, 1830
  - Clairvilliops Mesnil, 1959
  - Clelimyia Herting, 1981
  - Dionaea Robineau-Desvoidy, 1830
  - Dionomelia Kugler, 1978
  - Eulabidogaster Belanovsky, 1951
  - Labigastera Macquart, 1834
  - Leucostoma Meigen, 1803
  - Oblitoneura Mesnil, 1975
  - Periostoma Cortés, 1986
  - Pradocania Tschorsnig, 1997
  - Psalidoxena Villeneuve, 1941
  - Pseudobrullaea Mesnil, 1957
  - Takanoella Baranov, 1935
  - Truphia Malloch, 1930
  - Weberia Robineau-Desvoidy, 1830

- Триба Phasiini
  - Compsoptesis Villeneuve, 1915
  - Elomya Robineau-Desvoidy, 1830
  - Euscopoliopteryx Townsend, 1917
  - Perigymnosoma Villeneuve, 1929
  - Phasia Latreille, 1804
  - Saralba Walker, 1865
  - Subclytia Pandellé, 1894

- Триба Strongygastrini
  - Arcona Richter, 1988
  - Melastrongygaster Shima, 2015
  - Opesia Robineau-Desvoidy, 1863
  - Rondaniooestrus Villeneuve, 1916
  - Strongygaster Macquart, 1834
- Триба Xystini
  - Xysta Meigen, 1824
- Триба Zitini
  - Leverella Baranov, 1934
  - Zita Curran, 1927
- Роды с неясным положением
  - Shannonomyiella Townsend, 1939
  - Vanderwulpella Townsend, 1919

## Распространение
Представители подсемейства обитают на всех континентах, кроме Антарктиды. В Палеарктике встречаются 100 видов, в Неарктике 80 видов, в Неатропике — 193 вида, в Афротропике — 95 вида, в Ориентальной области — 105, в Австралийской области — 62 вида.